# Roberta Roma
Roberta de Araújo Costa Roma (Salvador, 11 de maio de 1980), é uma política e administradora brasileira filiada ao Partido Liberal (PL). É deputada federal pelo estado da Bahia, com 160.731 votos.